# Markham (Texas)
Markham es un lugar designado por el censo ubicado en el condado de Matagorda en el estado estadounidense de Texas. En el Censo de 2010 tenía una población de 1.082 habitantes y una densidad poblacional de 184,44 personas por km².

## Geografía
Markham se encuentra ubicado en las coordenadas 28°57′45″N 96°3′50″O / 28.96250, -96.06389. Según la Oficina del Censo de los Estados Unidos, Markham tiene una superficie total de 5.87 km², de la cual 5.82 km² corresponden a tierra firme y (0.71%) 0.04 km² es agua.

## Demografía
Según el censo de 2010, había 1.082 personas residiendo en Markham. La densidad de población era de 184,44 hab./km². De los 1.082 habitantes, Markham estaba compuesto por el 73.01% blancos, el 12.11% eran afroamericanos, el 0.18% eran amerindios, el 0% eran asiáticos, el 0.09% eran isleños del Pacífico, el 10.81% eran de otras razas y el 3.79% pertenecían a dos o más razas. Del total de la población el 34.94% eran hispanos o latinos de cualquier raza.